# Johan Daniel Herholdt (arkitekt)
 Der er flere personer med dette navn, se Johan Daniel Herholdt.
Johan Daniel Herholdt (født 13. august 1818 i København, død 11. april 1902 sammesteds) var en dansk arkitekt, professor, kongelig bygningsinspektør og borgerrepræsentant, der satte et afgørende præg på dansk arkitektur i anden halvdel af 1800-tallet og påvirkede dansk arkitekturtradition helt ind i 1900-tallet.
Herholdt blev uddannet tømrersvend i 1837 og var tømrer indtil 1840. Ifølge Dansk Biografisk Leksikon (1893) boede han i denne periode sammen med en ældre bror i en af Christiansborg Slots sidebygninger, hvorfra der var udsigt til byggepladsen for Thorvaldsens Museum; han fulgte med interesse opførelsen af dette monumentale værk, og det er sandsynligt, at denne omstændighed har bestemt hans livsbane.
Samtidig gik han i de ledige måneder, som dengang var temmelig hyppige for unge håndværkssvende, på Kunstakademiet om aftenen og på tegneskole om dagen, først hos Gustav Friederich Hetsch, senere hos Michael Gottlieb Bindesbøll. Af den første lærte han korrekt tegning og kendskab til den antikke stil, af den sidste kærlighed til kunsten uden hensyn til stilen, og respekt for en kunstners arbejde, idet han med opmærksomhed fulgte udførelsen af tegningerne til museet, som atter og atter omarbejdedes, før de tilfredsstillede mesteren.
Fra 1841 rejste Herholdt rundt i både Danmark, Norge og Nordtyskland, hvor han foretog en del opmålinger, og havde forskellige job undervejs, blandt andet ved opførelsen af Altona Kiel jernbanen, men i 1845 vendte han tilbage til København for at færdiggøre sine studier.
Johan Daniel Herholdts første større opgave blev Universitetsbiblioteket, som han vandt ved en konkurrence, hvori bl.a. også Bindesbøll deltog, og bygningen opførtes 1857-61. Som motiv benyttede han kirken Sankt Fermo i Verona, men disse norditalienske bygninger fordrede en teknik i murstensfabrikationen, som den gang var helt ukendt her hjemme; Herholdt fik fat i nogle ejere af mindre teglværker og fik dem til at lave gode facadesten, formsten og glaserede sten, et initiativ der har givet teglværksindustrien et betydeligt skub fremad. Også ved at anvende en større jernkonstruktion i bygningens indre til brandsikring, var han foregangsmand.
Herholdt var ikke kun udøvende arkitekt, men han var lærer i Borgerlig Bygningskunst ved Polyteknisk Læreanstalt (1860-75), og hans betydelige viden og en stærk følelse for det gedigne og værdige i arkitekturen dannede skole, Den Nationale Murstensskole, som gav inspiration for den kommende generation af arkitekter Hans J. Holm, H.B. Storck, J.E. Gnudtzmann, Martin Nyrop og Martin Borch. Hans princip var: Se med egne øjne og ikke gennem udlandets briller! Benyt så vidt muligt landets materialer og studér den hjemlige bygningskunst i dens bedste perioder!
I 1860 blev han gift med Johanne Caroline Elise Herholdine Blaunfeldt, datter af herredsfoged Blaunfeldt.

## Embeder og tillidsposter
- 1860-74 lærer i borgerlig bygningskunst ved Polyteknisk Læreanstalt
- 1861 indtrådte han i Det særlige Kirkesyn og blev der i 25 år, det sidste år som formand
- 31. marts 1861 blev han medlem af Kunstakademiet
- 1861 valgtes han til bygningskyndigt medlem af bestyrelsen for Kreditkassen for Husejere i Kjøbenhavn
- 6. oktober 1862 Ridder af Dannebrog
- 1863 titulær professor ved Kunstakademiet
- 1864-76 var han Borgerrepræsentant i København
- 1866-70 medlem af Københavns Bygningskommission
- 1867-70 Medlem af Skolerådet, Kunstakademiet
- 1871 etatsråd
- 1871-98 Roskilde Domkirkes arkitekt
- 1875 Dannebrogsmand
- 1879 Københavns Universitet udnævnte ham ved sit 400 års jubilæum til æresdoktor
- 1881-92 kongelig bygningsinspektør
- 1887-89 medlem af Akademiraadet
- 1890 Kommandør af 1. grad af Dannebrog
- 21. oktober 1892 overrakte danske håndværksmestre Herholdt en stilfuld og kostbar mindetavle til tak for alt, hvad han i sit lange, flittige liv har været for dansk bygningskunst og dansk håndværk.

## Værker
- A.C.B. Bibows Villa Taarnborg, Tårnborgvej 3, Frederiksberg (1846-47, nedrevet 1959)
- Børnehospitalet i Rigensgade, København (1847-48, nedlagt 1879)
- Assessor, senere justitsminister A.L. Casses villa, Carit Etlars Vej 3, Frederiksberg (1851)
- Justitsråd H.I.A. Raasløffs villa, Duburger Strasse, Flensborg (1851, nedrevet eller aldrig opført)
- Herregården Erholm (1851-54, fredet)
- Xylograf Axel Kittendorffs villa ved Bianco Lunos Allé, Frederiksberg (1852, nedrevet)
- Etatsråd Raffenbergs villa, Frederiksberg (1852, nedrevet)
- Universitetsbiblioteket, Fiolstræde, København (1857-61, 1. præmie 1855-56, fredet)
- Hotel Storebælt, nu adm. for Korsør Havn, Amerikakajen 1, Korsør (1856)[3]
- Herregården Selchausdal (1856, havefacade dog tegnet af Vilhelm Klein, fredet)
- Grimmerhus, enkesæde for Hindsgavl (1856-57)
- Landsbyskoletyper for Ministeriet for Kirke- og Undervisningsvæsen (1856-57)
- Egen villa, Ewaldsgade 9, Nørrebro, København (1858, fredet)
- Rudkøbing Amtssygehus, Rudkøbing (1859, nedrevet)
- P.C. Skovgaards villa, Rosenvængets Hovedvej 27, Rosenvænget, Østerbro, København (1860, fredet)
- Studenterforeningens bygning ved Holmens Kanal (1861-1863, nedrevet)
- Johanne Luise Heibergs villa, Rosenvængets Hovedvej 18, Rosenvænget, Østerbro, København (1862-63, væksthus tilbygget 1896 ved Valdemar Ingemann og nedrevet 1999, interiør helt ombygget)
- M.E. Grøn & Søn's varepakhus, Holmens Kanal 7, København (1862-63, restaureret 1990-91, fredet)
- Landstedet Enrum ved Vedbæk (1862-64, fredet)
- Hovedbygningen på herregården Gyldenholm (1863-64, fredet)
- Københavns 2. banegård (1863-64, nedrevet 1916, trækonstruktionen genbrugt i Aarhus Stadionhal 1916-18 af Axel Høeg-Hansen)[4]
- Jernbanedirektør Viggo Rothes villa ved banegården (nedrevet)
- Levins Gård, Havnegade 29, Gammelholm, København (1866, fredet 1978)
- Danmarks Nationalbank, Holmens Kanal, København (1865-70, nedrevet)
- Sukkerpakhuset Fønix, Slotsholmsgade 20, København (1868-69, brændt og nedrevet)
- Sankt Pouls Kirke, Torvet, Korsør (1869-71)
- Agersø Kirke (1872)
- Villa for boghandler Otto Schwartz, nu Michael Rosings Minde, Helsingørsvej 3, Fredensborg (1873, fredet 1980)
- Kreditkassen i Bergen (1874)
- Aalborg Diskonto-, Laane- og Sparebank i Aalborg 1874,
- Kysthospitalet på Refsnæs 1874-75
- Vindinge Kirke ved Roskilde (1874-75)
- Musik- og gymnastikbygning på Herlufsholm (tegnet 1875, opført 1876-77, fredet)
- Paradedrivhus, Gisselfeld (1876, ombygget 1894 ved Hans J. Holm, fredet)
- Duebrødre Hospital, Roskilde (tegnet 1878, opført 1879-80)
- Odense Rådhus (1881-83, 1. præmie 1880, sammen med Carl Lendorf)
- 1. del af Bikuben, Silkegade/Pilestræde, København (tegnet 1881, opført 1883-84, fredet)
- Botanisk Laboratorium, Botanisk Have, Gothersgade 140, København (tegnet 1881-83, opført 1888-90, fredet)
- Kapel på Østre Kirkegård, Roskilde (tegnet 1883, opført 1885, nedrevet)
- Polyteknisk Læreanstalts oprindelige del, Sølvgade, København (tegnet 1886, opført 1887-90)
- Gravkapel, Store Heddinge Kirkegård (1887)
- Helsingør Toldkammer (1887-91, fredet)
- Næstved Toldkammer (1887-91)

### Monumenter og mindesmærker
- Udformning af H.W. Bissens monument for de faldne i 1864 (Odense Assistens Kirkegård)
- Postamentet til Frederik 7.s rytterstatue udført af H.W. Bissen, Christiansborg Slotsplads (1873)
- Indgangsportalerne til Ørstedsparken, København (1878-80, fredet)
- Gadelygter og mosaikbrolægning til Amalienborg Slotsplads (1886, delvist fjernet 1998)

### Restaureringer
- Herlufsholm Kirke (1861-63)
- Vordingborg Kirke (1863)
- Dekoration af kor og sakristi (1876), skib (1879) og tårn og våbenhus i Vordingborg Kirke (1881)
- Sankt Knuds Kirke i Odense (tegnet 1864, udført 1868-74)
- Nedbrydning og nyopførelse af Herlufsholms søndre og vestre klosterfløje (1868-69)
- Restaurering og ombygning af Gisselfeld (1869-74)
- Fortsættelse af Christian Hansens restaurering af Roskilde Domkirke, vestgavlen (1871-74)
- Kirken i Nykøbing Falster (1873-74)
- Slagelse Hospital, nordfløjen ombygget og forhøjet med en etage (1877)
- Sankt Peders Kirke, Slagelse (tegnet 1877, udført 1879-80)
- Klosterporten i Sorø (tegnet 1882, udført 1883-94)
- Fortsættelse af Christian Hansens restaurering af Sorø Klosterkirke (fra 1883)
- Næstved Kirke 1883-85,
- Kildebrønde Kirke 1885
- Ballerup Kirke 1886
- Talrige restaureringsforslag for Ministeriet for Kirke- og Undervisningsvæsen

### Opmålinger
- Dele af Trondheim Kirke (sommeren 1842)
- Sankt Knuds Kirke i Odense (sommeren 1843)
- Parti af Kronborgs Slotsgård (1850, Neuhausens Præmie)
- Helligåndskirken og andre kirker i Visby (1851)
- Tyske og italienske rejseopmålinger

### Skriftlige arbejder
- Helligaandskirken paa Gulland med Forklaring af N.L. Høyen, 1852 (Selskabet for nordisk Kunst)
- Lommebog for Bygherrer og Bygmestre 1867 (2. udg. 1869, 3. udg. 1871)
- Veiledning i Bygningskunst, 1875 (2. udg. 1877)
- Levnedsbeskrivelse af de ved Københavns Universitets 400-årsfest promoverede Doktorer, 1879, (selvbiografi)